# قائمة المصطلحات الفيزيائية
هذه مجموعة من المصطلحات الفيزيائية باللغتين العربية والالمانية والتي تستعمل في علم الفيزياء وتم ترتيها بحسب الاحرف الابجدية الانكليزية.

## المصطلحات
- َAcceleration of gravity : تسارع الجاذبية
- Accelerator : مسرِّع
- Accumulation : تراكم
- Accumulator : مِركم، مدخرة
- Acentric : لامركزي
- Action : فعل
- Action-reaction law : قانون الفعل ورد الفعل
- Activity : نشاط
- Activity coefficient : معامل النشاط
- َAerophysics : الفيزياء الجوية
- Aggregate : ركام
- Alpha : ألفا "جسيم ألفا هو نواة ذرة الهيليوم"
- Alpha decay : اضمحلال ألفا
- Alpha emission : إصدار ألفا
- Alpha particle scattering : تبعثر جسيمات ألفا
- Ampere : أمبير "واحدة قياس شدة التيار الكهربائي"
- Ampere law : قانون أمبير
- Amperometer : مقياس أمبير
- Amplify : يضخم
- Amplitude : سعة
- Angle : زاوية
- Angular : زاوي
- Angular acceleration :تسارع زاوي
- Angular momentum : اندفاع زاوي
- Angular motion : حركة زاوية
- Angular velocity : سرعة زاوية
- Anharmonic : لاتوافقي
- Anharmonic oscillator : هزاز لاتوافقي
- Annihilation : فناء، إفناء
- Anti : بادئة معناها مضاد
- Astrophysics : الفيزياء الفضائية
- Atom : ذرة
- Axiom : بديهية

### B
- background: الخلفية
- background activity : نشاط الخلفية
- background radiation : إشعاع الخلفية
- balance : ميزان
- battery : بطارية، مدخرة
- beam : حزمة
- beta : بيتا
- beta decay : اضمحلال بيتا
- beta ray : اشعاع بيتا
- beta ray spectromett

er : مطياف أشعة بيتا
- biophysics : فيزياء حيوية
- black-body radiation : اشعاع الجسم الأسود
- black hole : الثقب الأسود
- Bohr magneton : مغنطون بور " e?/2m حيث eشحنة الإلكترون،m كتلته،? ثابت بلانك مقسوماً على 2?"

### C
- Collider : مُصادم
- Covariance : التباين المرافق
- Contravariance : التباين المعاكس
- Concave : مقعر
- Convex : محدب

### D
- Dynamic : التحرٌك
- Distortion: تشوه
- Diffraction : حيود

### E
- Electricity: الكهرباء
- Elasticity : المرونة
- Electromagnetic : كهرومغناطيسي
- Electromagnetic Field : مجال كهرومغناطيسي

### F
- Force = القوة
- Fusion = الالتحام أو الانصهار
- Frequency = التردد

P`: الثقل الظاهري

### G
- gravitation: تجاذب
- Gravity : ثقالة - جاذبية (ارضية)

### H
- Hadron : الهادرون
- Harmonic : توافق

### I
- Inertia : عطالة - قصور (ذاتي)
- Infrasound : صوت تحت سمعي
- isotopes : النظير
- Radioisotopes: النظائر المشعة

### J
- Joule: جول (الوحدة الدولية لقياس لطاقة)
- Joule’s Law: قانون جول

### K
- Kinetic Energy: الطاقة الحركية
- Kinetics: علم الحركة
- Kinetic Theory of Gases:النظرية الحركية للغازات

### L
- Latitude : [ن[خط العرض]]
- Lens : العدسة
- Lepton : الٌبتون
- Level : المستوى
- Light : الضوء
- Linear : خطي
- Longitude : خط الطول
- Luminescent : مضيء

### M
- Magnetic : مغناطيسي
- Manometer : المانومتر
- Molecule : جزيء
- Moment : عزم
- Momentum : زخم الحركة، كمية الحركة

### N
- Notation : رمز
- natural radiation: الإشعاع الطبيعي
- Nebulae: السديم

### O
- Orbit : المدار
- Oscillate : تذبذب
- Optics: البصريات
- bassem: اسمي

### P
- Particle : جسيم-دقيقة
- Photon : الفوتون
- Plasma : البلازما
- Position : موضع
- Potential Energy: الطاقة الكامنة

### Q
- Quark : الكوارك
- Quanta: كمات

### R
- Radiation : إشعاع
- Reference : مرجع
- Reference system : جملة مرجعية، نظام مرجعي
- Reflection : الانعكاس
- Refraction : الانكسار
- Relativity : النسبية

### S
- Spectrum : الطيف
- Speed : سرعة (قيمة عددية)
- Superconductivity : الموصلية الفائقة
- Symmetry : التناظر
- Synchronisation : التزامن
- System : جملة - نظام

### T
- Tensor : العضلة الشاده
- temperature درجة الحرارة
- Torsion : الالتواء
- Trajectory : المسار
- Translucent : نصف شفاف
- Terrestrial Gravity: الجاذبية الارضية
- Total Internal Reflection : الانعكاس الكلي الداخلي

## أسماء الرموز الفيزيائية ومصطلحاتها

### V
- Velocity : سرعة (قيمة متَّجَهة)
- Virtual : تخيلي، افتراضي
- Viscosity : اللزوجه
- Vortex : الدوامة
- Vacuum :الفراغ
- Voltage: فرق الجهد الكهربائي

### W
- wave: موجة
- Work: عمل (الشغل)
- watt : واط

### X
- X-Ray: اشعة اكس (اشعة سينية)

فيزياء

### Z
لايوجد